# Johannes Sibertus Kuffeler
Johannes Sibertus Kuffler, ook Küffler, Koffler (Keulen, 6 januari 1595 – Londen, 4 maart 1677) was een uitvinder, verver en scheikundige van Duitse puriteins protestantse afkomst.
Hij begon samen met zijn broer Abraham een succesvolle ververij in Leiden. Het succes was vooral gebaseerd op de kunst van het textiel verven met cochenille en de kleur te fixeren met tinzouten. Dit was een vinding van Cornelis Drebbel die de broers "geërfd" hadden toen ze met twee dochters van Drebbel trouwden. Johannes trouwde met Catharina Drebbel, Abraham met Anna. De Küfflers probeerden meer vindingen van hun inventieve schoonvader te gelde te maken. Het recept van het color Kufflerianus of Bow dye werd zorgvuldig geheimgehouden en de fel rode kleur werd in heel Europa gebruikt. Ze verhuisden naar Londen. Daar probeerden ze met veel tijd, geld en moeite om het Cromwell regime te interesseren in een 'geheim wapen' (een soort torpedo) dat ingezet kon worden tegen schepen. Ze schreven een petitie aan Richard Cromwell en er werd een succesvolle proef gedaan. Door de restauratie van Charles II kwam hier verder niets van.
Net als zijn schoonvader droeg hij bij aan technologische ontwikkelingen. In hoeverre die vindingen van Johannes zelf waren of gebaseerd op Drebbels nalatenschap is niet duidelijk.
Hij ontwikkelde voor de Prins van Oranje een type broodoven dat draagbaar was en bijzonder geschikt was om een leger van voedsel te voorzien. Daarin werd een zelf-regulerende klep gebruikt. Hij demonstreerde een werkende broedmachine voor de Royal Society.
Hij hoorde ook bij de experimentele alchemisten. Op het landgoed Hulkestein bij Arnhem verzamelden zich verschillende geloofsgenoten zoals Johann Rudolph Glauber, Johann Moriaen en Benjamin Worsley.
Hij verkreeg in 1618 een doktersgraad van de Universiteit van Padua.